# Johann Evangelist Fuhrmann

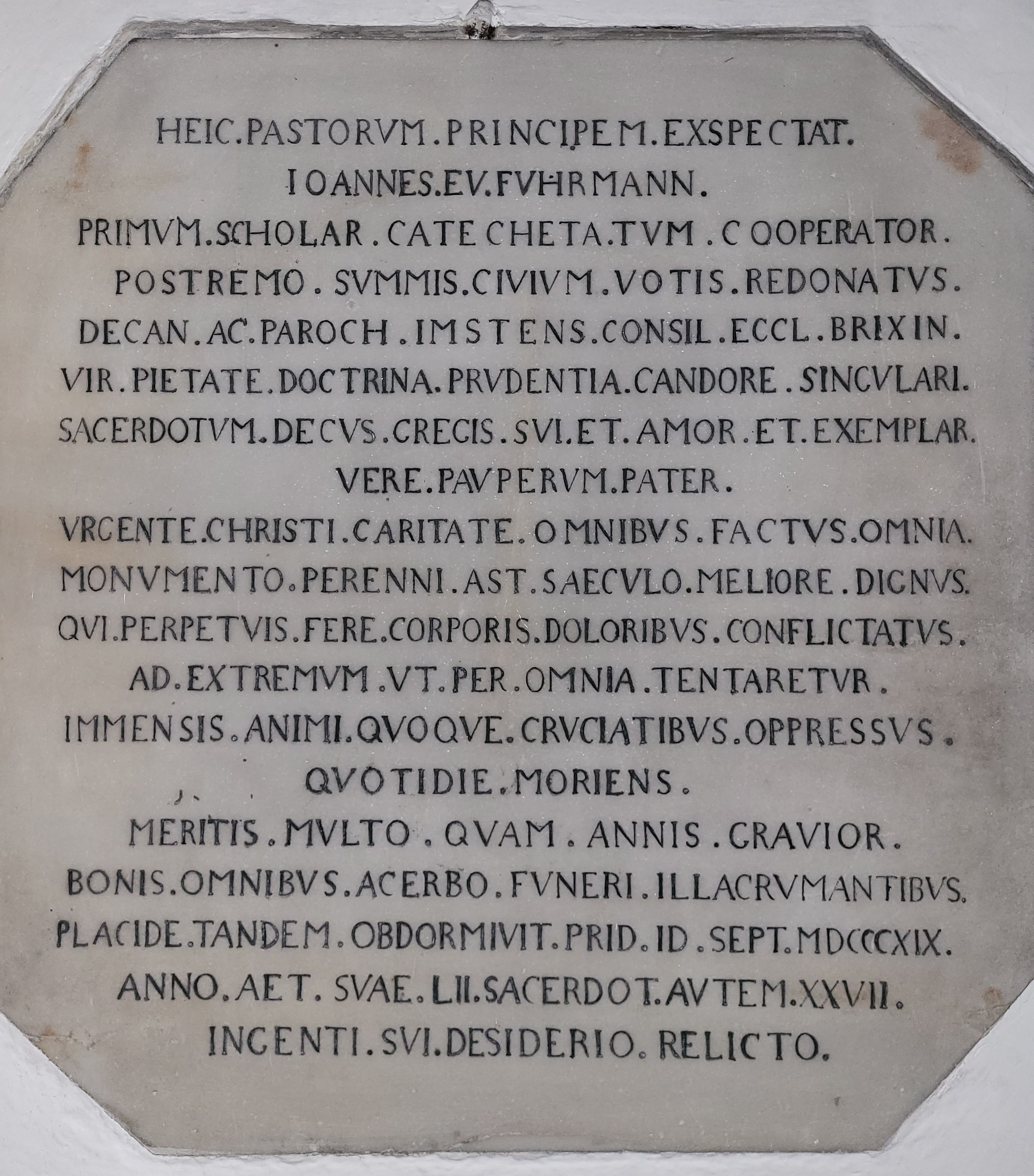
Epitaph in Erinnerung an Johann Ev. Fuhrmann in der Gruft des Pfarrfriedhofs von Imst († 12. September 1819 in Imst)

Johann Evangelist Fuhrmann (* 13. Dezember 1776 in Zirl; † 12. September 1819 in Imst) war Pfarrer und Dechant von Imst im Nordtiroler Oberinntal.
Bekannt und geschätzt war er vor allem im 19. Jahrhundert und der ersten Hälfte des  20. Jahrhunderts als Autor von geistlichen Sinnsprüchen, Gebeten und Liedern.
Heute noch einer gewissen Beliebtheit erfreut sich in Österreich, Bayern, Südtirol, Siebenbürgen und den angrenzenden katholischen Gebieten seine einprägsame Kreuzwegandacht mit dem Titel „Herr, die Klagen sind erdichtet“.
Ältere Bevölkerungsschichten kennen den Text teilweise noch auswendig. Allerdings ist Fuhrmann als Verfasser kaum bekannt; deshalb wird fälschlicherweise immer wieder eine andere Herkunft der Kreuzwegandacht angegeben, etwa die Liedersammlung „Geistliche Volkslieder“ von Joseph Gabler aus dem Jahre 1890. Das 2011 erschienene katholische Gesangbuch der Donauschwaben gibt als Entstehungsort Alexanderhausen in der Nähe der heutigen Stadt Temesvar (Rumänien) und als Entstehungsjahr 1895 an.

## „Herr, die Klagen sind erdichtet“
Hier folgt der Text des bekanntesten Werkes von Fuhrmann, wie er in der Volksfrömmigkeit über Jahrzehnte verwurzelt war und zum Teil heute noch ist:
I. Station: Jesus wird zum Tode verurteilt

Herr, die Klagen sind erdichtet,

dennoch wirst du hingerichtet

auf der Juden Mordgeschrei.

Gib, dass ich ja niemand richte,

dass, wenn du kommst zum Gerichte,

dein Gericht mir gnädig sei.

II. Station: Jesus nimmt das Kreuz auf seine Schultern

Du, mein Jesus, bist nicht schuldig

und trägst doch dein Kreuz geduldig

wie ein Lamm zur Schlachtbank hin.

Also will auch ich nicht klagen

und mein Kreuz geduldig tragen;

ich, der ich ja schuldig bin.

III. Station: Jesus fällt zum ersten Mal unter dem Kreuz

Jesus, den kein Mensch erquicket,

fällt, vom Kreuzjoch fast erdrücket,

kraftlos hin zum ersten Mal.

Will ich fallen, hilf mir siegen;

lass mich, Herr, nicht unterliegen;

fall ich, heb mich auf vom Fall!

IV. Station: Jesus begegnet seiner betrübten Mutter

Mutter, was hast du empfunden,

als du sahst den Sohn voll Wunden

wanken unterm Kreuze her?

Gib, dass ich dich nie betrübe,

deinen Sohn als Bruder liebe,

dich als meine Mutter ehr!

V. Station: Simon von Cyrene hilft Jesus das Kreuz tragen

Simon will sich nicht bequemen,

Herr, das Kreuz dir abzunehmen;

ach, dass ich es nicht mehr kann!

Doch, ein jedes Werk der Liebe,

das ich an dem Nächsten übe,

ist so viel wie dir getan.

VI. Station: Veronika reicht Jesus das Schweißtuch

Locken mich des Lasters Freuden,

Herr, dann schwebe mir dein Leiden

klar vor meinem Angesicht.

Lass es mich dann wohl erwägen,

was du littest meinetwegen,

dass ich treu sei meiner Pflicht!

VII. Station: Jesus fällt zum zweiten Mal unter dem Kreuz

Ach, mein Jesus fällt schon wieder,

meine Sünde drückt ihn nieder,

schon fällt er zum zweiten Mal.

Herr, die Sünde will ich scheuen

und sie nimmermehr erneuen

durch den öftern Wiederfall!

VIII. Station: Jesus begegnet den weinenden Frauen

„Weint nicht mir die bittren Tränen,

weint sie euch und euren Söhnen,

Töchter von Jerusalem!“

Jesus, über meine Sünden

lass mich wahre Reu empfinden

und vergießen Zährenström!

IX. Station: Jesus fällt zum dritten Mal unter dem Kreuz

Der die Welt schuf durch ein „Werde“,

liegt entkräftet auf der Erde,

dies ist schon der dritte Fall.

Dadurch willst du, Herr, mich lehren,

meine Sünden nicht zu mehren;

ach, sie sind schon ohne Zahl!

X. Station: Jesus wird seiner Kleider beraubt

Der uns Kleid und Nahrung schenket,

büßt, entblößt, mit Gall getränket,

Unzucht, Hoffart, Völlerei.

Gib, o Herr, dass ich im Kleide

alle Pracht und Frechheit meide,

dass ich keusch und mäßig sei!

XI. Station: Jesus wird an das Kreuz geschlagen

Jesus wird ans Kreuz geschlagen.

„Vater“, hört man ihn jetzt sagen,

„ach, verzeih die Missetat!“

Wie, und ich soll nicht verzeihen?

Soll der Knecht nach Rache schreien,

da der Herr Vergebung bat?

XII. Station: Jesus wird am Kreuz erhöht und stirbt

„Jetzt, o Vater, ist´s am Ende,

nimm mich auf in deine Hände!“

sagte Jesus und verblich.

Jesus, lass mich selig sterben,

mit dem Mörder Gnad erwerben,

denk in deinem Reich an mich!

XIII. Station: Jesus wird vom Kreuz abgenommen und in den Schoß seiner heiligen Mutter gelegt

Welch ein scharfes Schwert der Schmerzen

drang Maria da zu Herzen,

als sie unterm Kreuze stund!

Mutter, unter deine Kinder

nimm auch mich, den armen Sünder,

jetzt und in der Todesstund!

XIV. Station: Der heilige Leichnam Jesu wird in das Grab gelegt

So wie Jesus ruht im Grabe,

wird der Leib, den ich jetzt habe,

ruhen und einst auferstehn.

Oh, ich will nun heilig leben,

dass ich mög, mit Glanz umgeben,

freudig aus dem Grabe gehn!